# 송도균
송도균(宋道均, 1943년 9월 20일 ~ )은 대한민국의 언론인이며, 방송기관 단체인이다.

## 인물
황해도 연백군 출신으로 제물포고등학교와 한국외국어대학교 서반아어과를 나온 그는 1970년 동양방송에 입사하여 기자로 활동하고 1981년부터 1987년까지 문화방송 경제부 차장, 외신부장, 정치부장, 편집부장 등을 거치고 1988년부터 1992년까지 문화방송 부국장을 지냈다.
1992년에는 SBS 보도국장 직무대리, 1993년에는 SBS 보도국장, SBS 보도본부장, SBS 뉴스 9 주말 앵커, 2000년부터 2005년까지 SBS 대표이사 사장, 이화여자대학교 겸임교수, 숙명여자대학교 석좌교수, 2001년에는 한국방송협회 부회장, 2003년부터 2004년까지 한국방송협회 회장, 2006년에는 KBS 미디어 대표이사 사장, 2008년부터 2009년까지 대한민국 방송통신위원회 부위원장 등을 맡았다.

## 주요 경력
- 1970년 ~ 1980년 : 동양방송 사회부, 정치부, 경제부 기자
- 1980년 ~ 1981년 : KBS 외신부 차장
- 1981년 ~ 1987년 : 문화방송 경제부 차장, 외신부장, 정치부장, 편집부장
- 1988년 ~ 1992년 : 문화방송 부국장 대우, 북한부장
- 1992년 : SBS 보도국장 직무대리
- 1993년 : SBS 보도국장
- 1996년 : 한국방송기자클럽 부회장, SBS 보도본부장
- 1997년 : SBS 9시 뉴스 평일 앵커
- 1998년 ~ 1999년 : SBS 중국 베이징 특파원
- 1999년 : SBS 서울방송 보도본부 차장대우 (1999년 1월)
- 1999년 : 한국신문방송편집인협회 이사장
- 1999년 ~ 2005년 : SBS 대표이사 사장
- 2000년 : 이화여자대학교 겸임교수
- 2001년 : 남북언론교류협력위원회 운영위원, 한국방송협회 부회장
- 2003년 ~ 2004년 : 한국방송협회 회장(제10대)
- 2005년 : SBS 상임고문, 숙명여자대학교 언론정보학부 정보방송학과 석좌교수
- 2006년 : KBS 미디어 대표이사 사장
- 2012년 : 방송통신위원회 부위원장, OECD 장관회의 준비위원장, 지역방송발전위원회 위원장
- 2018년 : (유)법무법인 태평양 고문
- KT 이사회 의장

## 수상 경력
- 2002년 : 중앙대학교 중앙언론문화상 방송부문
- 2005년 : 제14회 전북소충 사선문화상 특별상
- 2007년 : 한국방송협회 금관문화훈장

| 전임 윤혁기 | 제3대 서울방송 사장 1999년 3월 9일 ~ 2005년 4월 7일 | 후임 안국정 |

| 전임 박권상 | 제10대 한국방송협회 회장 2003년 6월 13일 ~ 2004년 6월 18일 | 후임 이긍희 |

| 전임 최민희 (방송위원회 부위원장) | 초대 방송통신위원회 부위원장 2008년 3월 26일 ~ 2009년 9월 25일 | 후임 이경자 |